# 日本インシーク
株式会社日本インシーク（にほんインシーク）は、大阪市中央区南本町及び東京都中央区日本橋に本社を置く建設コンサルタント会社である。

## 沿革
- 1968年 - 株式会社「大東設計コンサルタント」設立
- 1972年 - 株式会社「明建」設立
- 1982年 - 「株式会社明建」を「明建技術コンサルタンツ株式会社」に社名変更
- 1996年 - 社名を「明建技術コンサルタンツ株式会社」から「株式会社アスコ」に変更、同時に本社を大阪市西区に移転
- 2016年 -「株式会社アスコ」と「株式会社大東設計コンサルタント」は経営統合し、「株式会社アスコ大東」に社名変更
- 2019年4月1日 - 社名を「株式会社日本インシーク」に変更

## 技術
2017年6月13日に開かれた建設技術公開「EE東北17」での「UAV（ドローン）競技会」で、総合技術部門・ベスト計測賞・プレゼンテーション賞の3冠を達成している。